# ニュージャパン観光
ニュージャパン観光株式会社（ニュージャパンかんこう）は、大阪市北区堂山町に本社を置く、サウナ・ホテル・レストランの営業を行う企業である。1930年（昭和5年）創業。

## 概要
大阪・梅田に店舗を構え、スパ&サウナを中心に営業を行う一方、「すたんど割烹 日本」などを中心としたフードサービス事業もおこなっている。サンテレビやKBS京都をはじめ、在阪テレビ各局でも深夜枠を中心にテレビCMが放送され、ラビット関根、速水亮や在りし日の夏八木勲も出演していた。
梅田にある「ニュージャパン梅田店」（1973年開業）はカプセルホテル発祥の地でもあり、「カプセル・イン大阪」（1979年開業）として営業している。
かつては「阿倍野店」（あべのアポロ内、2004年閉店）、「なんば店」（2019年3月31日閉店）も運営していた。
なお、横井英樹が社長を務めたことで知られ、かつて東京・赤坂に存在し、1982年の火災で4 - 5階部分が全焼したホテルニュージャパンとは一切関係ない。